# Dolores del Río

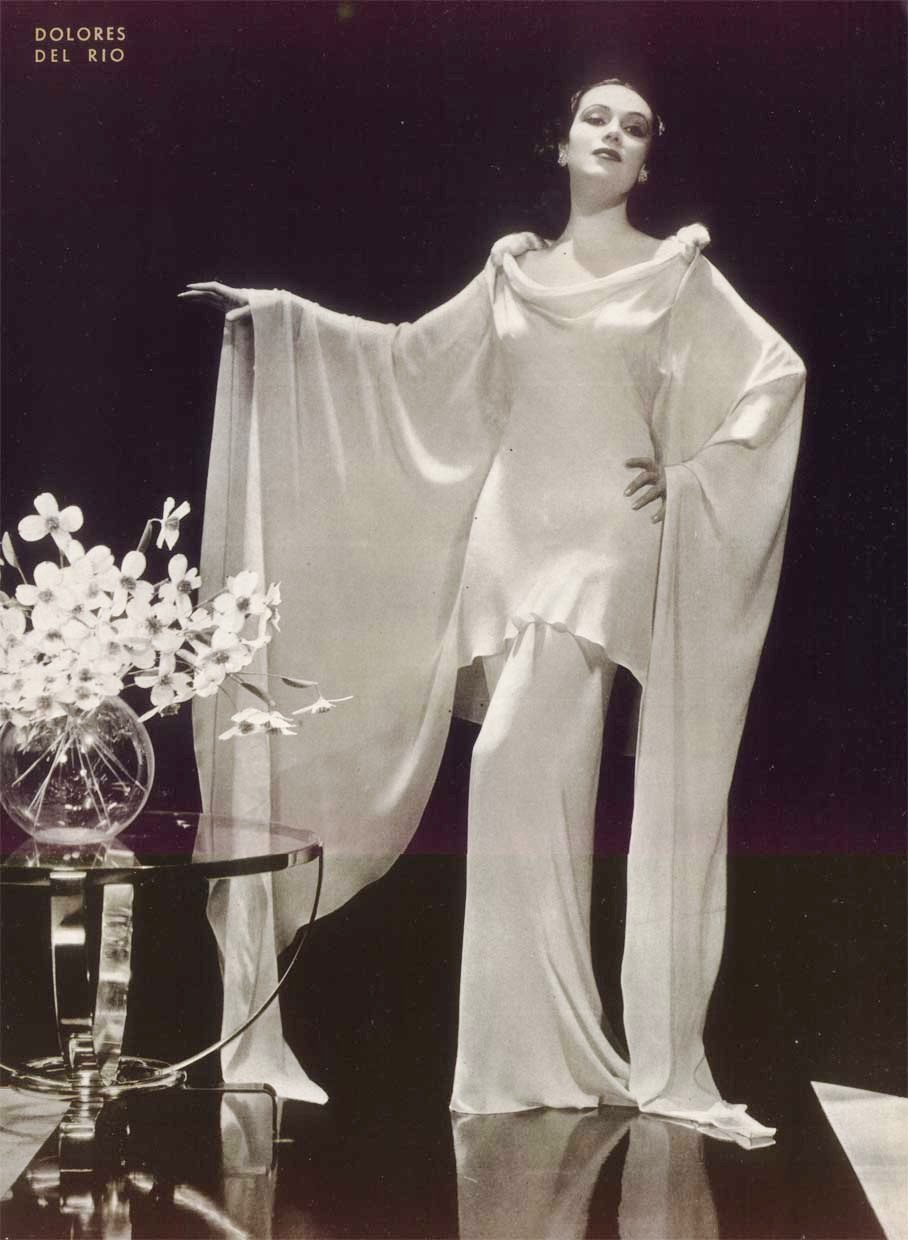
Dolores del Río em 1935

Dolores del Río, nome artístico de María de los Dolores Asúnsolo López-Negrete (Victoria de Durango, 3 de agosto de 1904 — Newport Beach, 11 de abril de 1983), foi uma atriz mexicana. Sua carreira de mais de cinquenta anos deu-lhe grande reconhecimento internacional, sendo considerada a primeira estrela latino-americana em Hollywood com uma destacada participação no cinema estadunidense nos anos 1920 e 1930. Também é considerada uma das mais importantes atrizes da era de ouro do cinema mexicano nos anos 1940 e 1950.
Dolores del Río também é lembrada como um dos rostos mais belos do cinema daquela época.

## Biografia
Foi educada no Convento de São José, no México, e por sua bela voz, foi mandada, por seus pais, para aprender canto em Paris e depois para Madrid. Iniciou no cinema em 1925 (cinema mudo), alcançando a popularidade devido ao seu fascínio e a sua vigorosa personalidade.
Ela foi a precursora do uso de maiô de duas peças no cinema, em 1933, no primeiro filme estrelado por Fred Astaire. Mas a atriz reclamava que os produtores e diretores norte-americanos não lhe davam papéis interessantes e que só ao voltar para o México no final da década de 1940, teve suas melhores oportunidades.
Era de uma beleza notória e mesmo aos setenta anos, não tinha rugas. Sua pele lisa e o brilho dos cabelos sempre causaram inveja às grandes estrelas de Hollywood. Dizia que o segredo de sua juventude era dormir de 10 a 12 horas por dia, não tomar álcool, não comer alimentos gordurosos e uma vez por semana alimentar-se apenas de cenouras, suco de laranja e limão.
Em 1946, já no México ela realizou seu maior sucesso no cinema, "Maria Candelária" que recebeu o prêmio de melhor filme no Festival de Cannes.
Foi uma mulher muito rica e culta, casando-se três vezes; não quis ter filhos por causa do trabalho.

## Filmografia
- Flying Down to Rio
- Irmãs Malditas - La Otra com Agustin Trusta e Conchita Carrecedo
- Domínio dos Bárbaros - The Fugitive, dirigido por John Ford, com Henry Fonda
- Coração Torturado
- A Mal Querida com Pedro Armendariz
- Evangelina
- Ramona
- Bird of Paradise - Ave do Paraíso
- Mme. Du Barry
- Voando Para o Rio, com Ginger Rogers e Fred Astaire
- Maria Candelária
- As Abandonadas
- Estrela de Fogo - Flaming Star, dirigido por Don Siegel, com Elvis Presley e John McIntire.
- Ouro - The Trail of 98, dirigido por Clarence Brown